# Towarzystwo Kolonii Letnich dla Ubogiej i Słabowitej Dziatwy Warszawy
Towarzystwo Kolonii Letnich dla Ubogiej i Słabowitej Dziatwy Warszawy – polska organizacja społeczna, której celem działania była organizacja kolonii letnich dla ubogich dzieci warszawskich. 
Jedną z doraźnych form pomocy najuboższym dzieciom Warszawy były organizowane od 1881 kolonie letnie. Ich propagatorem i organizatorem był w Królestwie Polskim dr Stanisław Markiewicz. W 1896 (lub 1894) działalność organizacyjna w tym zakresie została zalegalizowana przez władze rosyjskie i zatwierdziły one statut Towarzystwa. Rejestracja i rozwój działalności wpłynął na zainteresowanie społeczne tematyką kolonii dziecięcych, a także zwiększył ilość darowizn na ten cel. Działalność Towarzystwa była wzorem dla innych organizatorów kolonii na terenie Królestwa Polskiego, Wielkiego Księstwa Poznańskiego oraz Galicji.